# Урочище Старобогданівське
Урочище Старобогданівське — ботанічний заказник місцевого значення. Об'єкт розташований на території Михайлівського району Запорізької області, село Старобогданівка, в бік міста Молочанськ.
Площа — 26 га, статус отриманий у 1980 році.
Статус надано з метою збереження місць зростання лікарських рослин. Охороняється цілинна балка, де зростають шипшина та глід.